# Banjar Masin (Kota Agung Barat)
Banjar Masin is een bestuurslaag in het regentschap Tanggamus van de provincie Lampung, Indonesië. Banjar Masin telt 1790 inwoners (volkstelling 2010).